# Famiglia Mandrioli
Mandrioli è una famiglia e compagnia di burattinai formatasi a Bologna nella secondo decennio del XX secolo e attiva per più generazioni. Anche altri membri della famiglia e della compagnia, dopo avere lavorato in seno ad essa, hanno poi fondato proprie compagnie di burattinai, creando una radicata e ramificata attività tradizionale.

## Storia della famiglia e della compagnia

### Le origini e Gualtiero Mandrioli

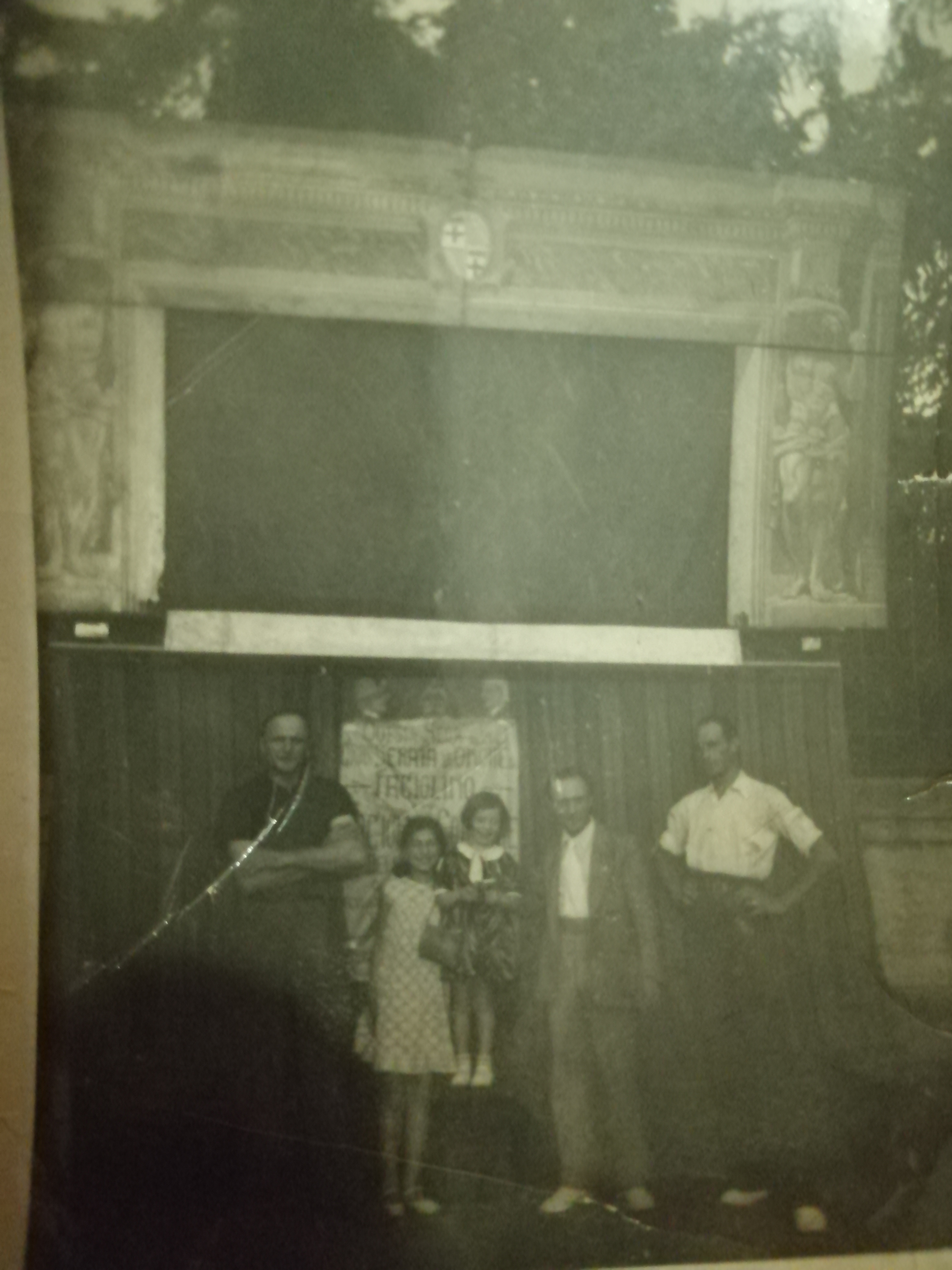
Gualtiero, Marisa con un'amica e i "segretari", 1937

Fondatore dell'attività fu il capostipite Gualtiero Mandrioli coaudiuvato dalla moglie Apollonia Cangini, chiamata Gina. Dopo alcuni anni di alternanza con l'attività di prosa in altre compagnie, nel 1927 fondarono la “Compagnia dei coniugi Mandrioli”, specializzata nel teatro dei burattini, con la presenza stabile anche di Raffaele Rivani. La sede stabile degli spettacoli era un palco attrezzato (detto "casotto") allestito in diverse piazze di Bologna, i burattinai cambiavano Piazza ogni due anni all'epoca. Nel 1938 la Compagnia Mandrioli recitò in Piazza 8 agosto a Bologna, fu l'unica Compagnia a recitare in quella piazza. La stagione all'aperto apriva a metà maggio e proseguiva fino a metà settembre. La compagnia possedeva diversi casotti di varie dimensioni che usava anche per spettacoli itineranti, svolti in tutta l'Emilia Romagna. Particolarità della drammaturgia della compagnia era la riduzione di testi classici adattati agli spettacoli dei burattini da Gualtiero Mandrioli, per cui la recitazione non era lasciata, come fatto fino ad allora, al canovaccio, ma alla lettura di un copione preciso e definito. La lettura dei personaggi femminili era affidato a Gina Mandrioli. Gualtiero si occupava anche della manutenzione dei burattini.
L'attività della compagnia fu sospesa a causa della guerra nel 1941, e la famiglia sfollata poté riprendere l'attività solo nel 1945 a guerra finita, con uno spettacolo il 2 giugno 1945 presso gli spazi della polisportiva Fortitudo Salus di Bologna. La compagnia nel dopoguerra si avvalse anche dell'ausilio dapprima del nipote di Gualtiero, Demetrio Presini, visto come l'erede della compagnia, e dalla figlia Marisa Mandrioli che gradualmente sostituì il lavoro svolto dalla madre, la cui salute, sofferente di frequenti cali di voce, era diventata cagionevole.
Nel 1949 la compagnia, formata da Gualtiero, Marisa, Demetrio Presini che interpretava Sganapino ed Eros Bertoni (Fagiolino),  riuscì anche a stabilirsi presso la sede della filodrammatica Lirica Paradiso di Bologna, dove svolgevano anche la funzione di "suggeritori" nelle opere liriche. Grazie a questa frequentazione, la compagnia ebbe l'idea di sviluppare spettacoli cantati su arie d'opera e testi tratti dai libretti o dalle opere di riferimento (ad es. la "Signora delle camelie"). La figlia Marisa, che aveva studiato canto lirico, si occupava anche delle parti cantate ed essendo anche esperta di sartoria, si occupava dei costumi.
Negli anni 50 la compagnia si spostò in Piazza Trento e Trieste sempre a Bologna, e per sopperire alla fatica degli spettacoli con i continui spostamenti e montaggi, alla compagnia si affiancò anche Aldo Rizzoli, altro celebre burattinaio bolognese. Raffaele Rivani, storico socio di Mandrioli morì nel 1954 e la sua figura fu stabilmente riassegnata a Sergio Sacchetti, che si occupava dei personaggi giovanili, mentre Demetrio interpretava Sganapino... Ma poi si staccò per fondare una sua compagnia dove interpretava preferibilmente questa maschera, avendo una voce acuta, non adatta agli altri personaggi.

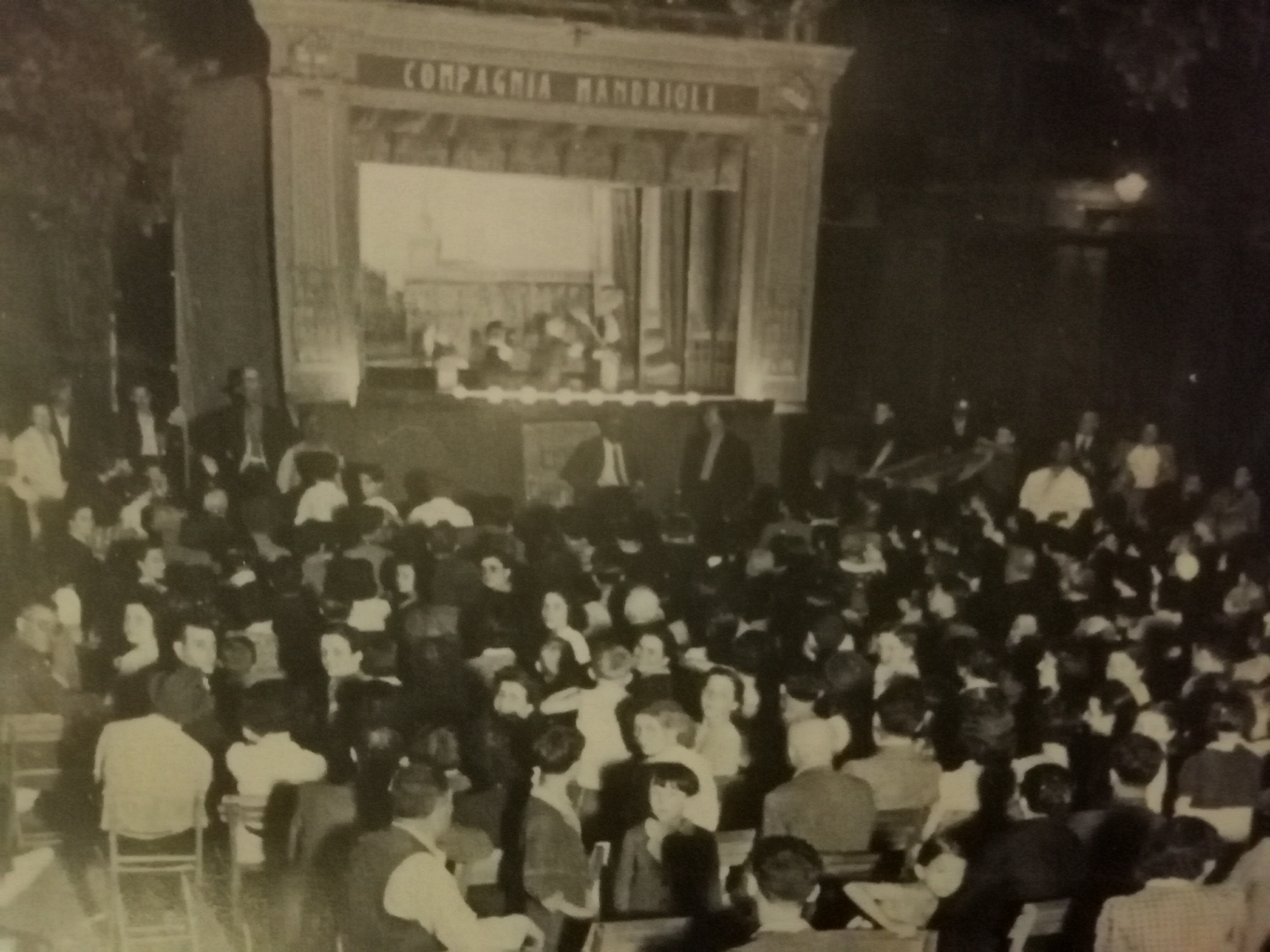
Piazza 8 agosto, 1938

Nel 1956 Demetrio Presini lasciò la compagnia per fondarne una propria, non senza  rammarico di Gualtiero Mandrioli, e il suo posto fu preso da Sergio Sacchetti, marito di Marisa Mandrioli, cui fu dato il ruolo di Sganapino, che all'epoca fu senza dubbio il miglior Sganapino. Gualtiero Mandrioli, considerato da molte fonti il più importante "fagiolino" della storia dei burattini bolognesi dopo il suo creatore Cavallazzi, si ritirò dall'attività nel 1966 e l'attività artistica dei burattini si interruppe.

### Dopo il ritiro di Gualtiero Mandrioli
Dopo il ritiro di Gualtiero, il maggior successo dell'attività teatrante dei burattini fu svolto dalla compagnia di Demetrio Presini, mentre Marisa si occupò soprattutto della sartoria dei burattini, che furono usati da numerose compagnie del bolognese (la sua opera sartoriale era inoltre richiesta da collezionisti e appassionati), e dall'opera di sartoria per numerosi spettacoli, sia amatoriali che professionali, ritornando al mondo dello spettacolo recitato solo verso gli anni 80 sia con alcune recite di burattini ma soprattutto con l'allestimento di vari spettacoli teatrali di prosa e il riadattamento di alcuni "musical" di successo, messi in scena nel teatro Leone XIII di Bologna, grazie all'interessamento dei fratelli Santonastaso e di Gianni Pettenati
Nel 2001 nasce una conoscenza, sfociata poi in una collaborazione artistica con il burattinaio Vittorio Zanella e Rita Pasqualini e il teatro consorziale di Budrio (cui verranno affidati nel 2021 dalla figlia di Marisa Roberta Sacchetti i copioni e molti dei burattini che fecero parte dell'attività di Marisa Mandrioli e appartenenti alla storia della compagnia) . L'età e una progressiva cecità allontanarono lentamente dalle attività teatrali Marisa, che si è spenta a Bologna il 2 aprile 2020. 

### La compagnia "La risata"
L'attività di teatro dei burattini vera e propria fu continuata soprattutto da Demetrio Presini che, lasciata la compagnia di Mandrioli, nel 1957 fondò la propria compagnia insieme a Sara Sarti e Romano Danielli, che chiamò “La Risata”, e iniziò i suoi spettacoli nella vecchia sede di Mandrioli in Piazza 8 Agosto. Per 27 anni fa spettacoli itineranti,  lavora in tutto il Bolognese,  spostandosi anche a Ferrara, in Romagna, a Firenze, alternandosi con l’attività da teatro stabile prima in piazza Trento e Trieste a Bologna e, poi, dal 1976, in un locale del Comune di Bologna dove allestì il "Teatrén di buratén" (Teatrino dei Burattini), prima e forse unica sede stabile dei burattini che durò 14 anni. Presini continuò la sua attività fino alla morte nel 2002.

## Principali membri

### Gualtiero Mandrioli (Bologna, 31 ottobre 1900 – 15 ottobre 1974)
Rimase orfano in tenera età e studiò in collegio. Leggendo le opere di Shakespeare si appassionò al teatro e iniziò a frequentare le rappresentazioni di burattini riuscendo poi a farsi assumere da una compagnia per dare una mano e anche per sostenere piccole parti. In seguito ebbe anche modo di veder recitare i grandi attori dell'epoca e di cimentarsi lui stesso in qualche spettacolo. In quell'ambiente conobbe Gina, la futura moglie, che sposò nel 1923. Nel 1927 la coppia lavorò con la “Compagnia Drammatica Italiana Armando Moruzzi”, ma cominciò anche a dare spettacoli di burattini alla domenica pomeriggio come “Compagnia dei coniugi Mandrioli”. Gualtiero scriveva i copioni riducendo opere classiche tra cui Amleto, Otello, Giulietta e Romeo, ma oltre a muovere e dar voce ai suoi burattini e a collaborare con i colleghi, continuò a recitare nel teatro di prosa.
Nel settembre 1941 la famiglia Mandrioli lasciò Bologna essendo stata sfollata a Civitella di Romagna, riuscendo a rientrare nella casa di via Indipendenza solo nel 1944. Dopo la guerra Gualtiero rimise in sesto il materiale da burattinaio, e i burattini della “Compagnia Mandrioli” tornarono in scena il 2 giugno 1945 al campo Salus in via Frassinago a Bologna. Dal 1946 al 1948 Gualtiero e la moglie Gina avviarono una collaborazione in radio con la neonata RAI, dove recitarono in due format, “Cantuccio dei Bambini” e “Ehi! Ch'al scusa”. Gina, colpita da una laringite, dovette ben presto essere sostituita dalla figlia Marisa; Gualtiero, invece, continuò a lavorare con la figlia fino al 1966.

### Marisa Mandrioli (Bologna, 24 maggio 1931 – 2 aprile 2020)

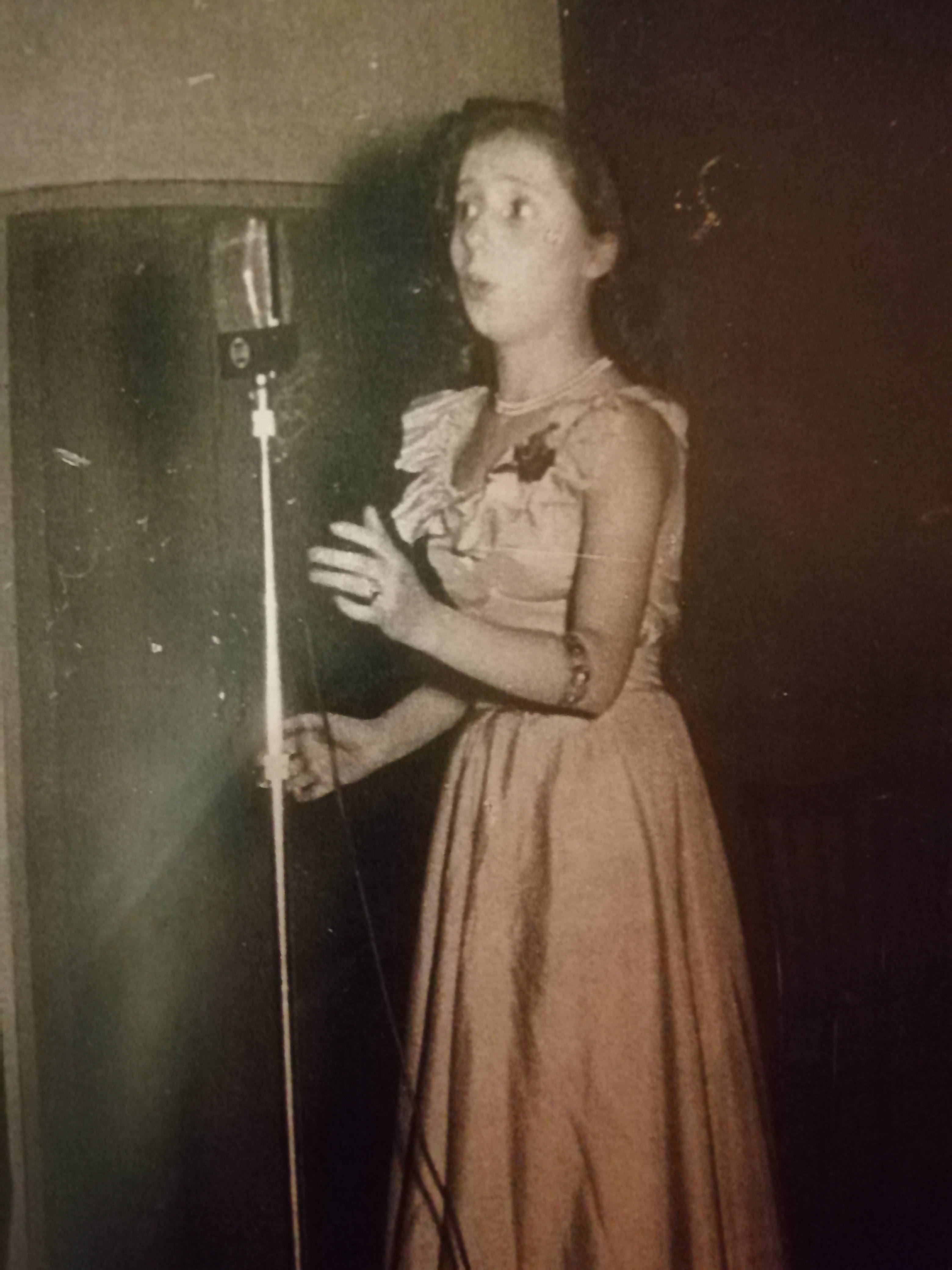
Marisa Mandrioli

Figlia di Gualtiero Mandrioli e Gina Cangini, a sette anni iniziò a collaborare attivamente con la compagnia del padre, lavorando come bigliettaia e aiutando a riordinare la platea al termine degli spettacoli.
Marisa dal 1949 diventò ufficialmente burattinaia della compagnia lavorando al fianco di Gualtiero e di Raffaele Rivani.
Marisa si dimostrò artista poliedrica, ballando il tip tap e prendendo lezioni di canto lirico. Anche quando divenne sarta di professione, continuò tutte le estati a lavorare come burattinaia nelle piazze bolognesi al fianco del padre e d'inverno a recitare con la compagnia di filodrammatica. A quel tempo il repertorio della compagnia abbracciava generi molto diversi fra loro: venivano messe in scena non solo commedie, ma anche tragedie ed opere liriche. Nel 1950 Marisa conobbe Sergio Sacchetti, suo futuro marito. I due ebbero una figlia, Roberta; anche Sergio recitò poi nella compagnia Mandrioli, interpretando la parte di Sganapino.
Marisa continuò ad aiutare il padre sino al suo ritiro dalle scene, nel 1966, recitando le parti femminili, cucendo i vestiti dei burattini, dipingendo le scene e partecipando alla scrittura dei copioni. Dal 1971 in poi fu insegnante di teatro presso l'oratorio ricreativo della parrocchia. Negli anni Marisa divenne promotrice di numerosi progetti, di cui fu costumista, attrice e drammaturga: commedie musicali, allestimenti teatrali con “i burattini in persona”, spettacoli di cabaret e opere teatrali brillanti. Come costumista vestì i burattini di Aldo Rizzoli, Demetrio Presini, Bruno Jani, Cesare Maletti, Giorgio Minutoli, Roberto Arbizzani, oggi conservati nel Museo romagnolo del teatro di Forlì. Marisa vestì spesso i panni di Fagiolino al fianco della figlia Roberta Sacchetti che interpretò anche lei Sganapino.
Nel 2001 Marisa incontrò Vittorio Zanella, burattinaio e direttore artistico del Teatrino dell’Es, con cui intraprese una collaborazione. Negli anni successivi 7 burattini della Mandrioli vennero acquisiti dal Museo del burattino di Budrio, che racchiude le collezioni "Zanella-Pasqualini", "Liliana e Marino Perani", "Alessandro Cervellati e Alberto Menarini".
A causa di un glaucoma progressivo, Marisa Mandrioli dovette gradualmente rinunciare a calcare le scene.
Marisa Mandrioli nei musei
- Museo romagnolo del teatro, Forlì
- Museo dei burattini, Budrio

### Pubblicazioni di Marisa Mandrioli
- Marisa Mandrioli, Burattini e burattinai bolognesi. Una precisazione sugli errori più frequenti, 2000, SBN UBO2678945.
- Marisa Mandrioli, Mio padre Gualtiero Mandrioli: un grande Fagiolino, Bologna, Cantelli, 2001, SBN UBO1539565.
- Marisa Mandrioli, Una vita per il teatro : storie di vita vera ricordi e aneddoti (1900-2008), 2008, SBN UBO3459230.

### Demetrio Presini in arte Nino (Bologna, 1918 – 20 dicembre 2002)
Demetrio Presini, detto "Nino", figlio della sorella di Gualtiero Mandrioli, fin da ragazzo si appassionò al teatro dei burattini e dopo la guerra iniziò a lavorare con lo zio entrando poi a far parte della compagnia dal 1950 al 1956. Nel 1957 fondò la propria compagnia insieme a Sara Sarti e Romano Danielli, che chiamò “La Risata”, e iniziò i suoi spettacoli in Piazza 8 Agosto. Per 27 anni fa spettacoli itineranti, che risultano anche redditizi. Lavora in tutto il Bolognese, ma anche a Ferrara, in Romagna, a Firenze, alternandosi con l’attività da teatro stabile prima in piazza Trento e Trieste a Bologna e, poi, dal 1976, in un locale del Comune di Bologna, oggi "Sala Ragazzi", chiamata informalmente dai bibliotecari ancora oggi "sala burattini", all'interno della Biblioteca Salaborsa in Palazzo d'Accursio, dove allestì il  "Teatrén di buratén" (Teatrino dei Burattini), prima e forse unica sede stabile dei burattini che durò 14 anni. Gli allievi di Presini furono circa una decina, ultimo dei quali è stato Riccardo Pazzaglia, che il 3 febbraio 2022 ha ricevuto il premio "Turrita d’Argento" alla carriera del Comune di Bologna per la sua attività di burattinaio.
Riconoscimenti
Nel 1991 il premio nazionale "Campogalliani d’Oro", promosso dalla Fiera Millenaria di Gonzaga (Mantova).
Nel 2001 il premio "Turrita d’Argento" alla carriera deI Comune di Bologna.
Nel 2010 lo spazio dove si svolgevano gli spettacoli estivi dei burattini in piazza Trento e Trieste a Bologna è stato intitolato "Largo Demetrio Presini".